# Эльсвита
Эльсви́та (др.-англ. Ealhswith, Ealswitha) — королева Уэссекса (23 апреля 871 — 5 декабря 902) по браку с королём Альфредом Великим.

## Биография
Отец Эльсвиты — знатный мерсийский дворянин Этельред Муцел, был элдорменом из Гайни. Её мать Эдбурха была членом королевской семьи Мерсии, и, по словам историка Сирила Харта, была потомком короля Кенвульфа.
В 868 году Эльсвита вышла замуж за Альфреда Великого в Гейнсборо, Линкольншир. В то время его старший брат Этельред был королём, а Альфред считался наследником. В этом году даны захватили мерсийский город Ноттингем, и этот брак, вероятно, был заключён ради союза между Уэссексом и Мерсией. Альфред стал королём после смерти своего брата в 871 году.
Биография Эльсвиты туманна. Она не засвидетельствовала какие-либо известные хартии, и Ассер даже не упомянул её имя в своём жизнеописании короля Альфреда. В соответствии с обычаем западных саксов X века, ей не было даже присвоено официально звание королевы. По словам короля Альфреда, это было из-за печально известного поведения бывшей королевы Уэссекса по имени Эдбурха, которая случайно отравила своего мужа.
Альфред завещал жене три значимых поместья: Эддингтон в Уилтшире, место важной победы над викингами; Лэмбурн в Беркшире, которая была рядом с местом другой победы; и Уонтейдж, место его рождения. Все они были частью его бокленда и остались в королевском владении после её смерти.
Вероятно, после смерти Альфреда в 899 году Эльсвита основала монастырь аббатства Святой Марии в Уинчестере. Она умерла 5 декабря 902 года и была похоронена в новом бенедиктинском аббатстве своего сына Эдуарда в Нью-Минстер в Уинчестере. Она упоминается в двух рукописях начала X века как «истинная и любимая леди англичан».
У Эльсвиты был брат по имени Этельвульф, который был элдорменом западной и, возможно, центральной Мерсии во время правления мужа своей племянницы Этельфледы, Этельреда, в 890-х годах. Он умер в 901 году.

## Дети
В 868 году Эльсвита вышла замуж за Альфреда Великого. Дети от этого брака:
| Имя        | Рождение  | Смерть            | Примечания                                                |
| ---------- | --------- | ----------------- | --------------------------------------------------------- |
| Этельфледа |           | 12 июня 918       | С 886 года замужем за Этельредом Мерсийской; был ребёнок  |
| Эдуард     | около 874 | 17 июля 924       | Был женат (1) Эгвина, (2) Эльфледа, (3) Эдгива; были дети |
| Этельгифа  |           |                   | Аббатиса Шафтсбери                                        |
| Этельвард  |           | 16 октября 922(?) | Был женат и имел детей                                    |
| Эльфтрита  |           | 929               | Была замужем за графом Фландрии Бодуэном II; были дети    |

## В массовой культуре
- Эльсвита — один из персонажей серии книг Бернарда Корнуэлла «Саксонские хроники».